# Anna Petrig
Anna Petrig (* 31. Oktober 1977 in Freiburg im Üechtland) ist eine Schweizer Juristin und Professorin für Völkerrecht und Öffentliches Recht an der Universität Basel.

## Leben
Anna Petrig ist die Tochter eines Heilpädagogen und einer Lehrerin für bildnerisches Gestalten. An Politik interessiert, nahm sie an den Eidgenössischen Jugendsessions in Bern teil und organisierte diese von 1997 bis 1999 mit. Um die juristischen Grundlagen der politischen Arbeit zu erlernen, begann sie ein Jurastudium an der Universität Freiburg i. Üe., das sie 2003 abschloss. Während dieser Zeit saß sie für die Freiburger Jungsozialisten im kantonalen Verfassungsrat. Nach dem Studium wandte sie sich endgültig von der Politik den Rechtswissenschaften zu. Sie war als Rechtsgehilfin tätig und wurde 2006 als Rechtsanwältin im Kanton Bern zugelassen. 2007 erlangte sie einen LL.M. mit Schwerpunkt auf Menschenrechten an der Harvard Law School und ihre Anwaltszulassung für den Bundesstaat New York.
Während Petrig 2008 ein Praktikum beim IKRK absolvierte, erließ der UNO-Sicherheitsrat eine Resolution zur Bekämpfung der Piraterie vor Somalia, worin er auch die Einhaltung von Menschenrechten und humanitärem Völkerrecht dabei forderte. Sie hatten zur Folge, dass sich moderne Piraterie zu einem Schwerpunkt ihrer Forschung entwickelte (später ausgeweitet auf maritime Sicherheit im Allgemeinen). Sie untersuchte die juristischen Fragen, die sich durch die Resolution ergaben, und veröffentlichte 2010 zusammen mit Robin Geiß eine Monografie über den gesetzlichen Rahmen für die Piraterie-Bekämpfung in Somalia und am Golf von Aden. Von 2009 bis 2011 war sie Gastforscherin in Heidelberg am Max-Planck-Institut für ausländisches öffentliches Recht und Völkerrecht, wo sie für das von ihr initiierte Projekt „Sea Piracy“ zuständig war. 2011 forschte sie am Raoul Wallenberg Institute für Menschenrechte und humanitäres Recht in Lund. 2013 promovierte sie an der Universität Basel über Menschenrechte und Strafverfolgung auf See am Beispiel der Festnahme, Haft und Überstellung von Piraterie-Verdächtigen. Danach lehrte sie als Dozentin in Basel und Assistenzprofessorin an der Universität Zürich. Seit 2017 hat sie den Lehrstuhl für Völkerrecht und Öffentliches Recht an der Universität Basel inne.
2019 wurde Petrig als Ad-hoc-Richterin an den Internationalen Seegerichtshof berufen, um den Streitfall des Schweizer Tankers „San Padre Pio“ zu verhandeln, der über 17 Monate von Nigeria festgehalten wurde.

## Schriften (Auswahl)
- (Hg.): Sea piracy law. Selected national legal frameworks and regional legislative approaches. Berlin 2010, ISBN 978-3-86113-843-3.
- mit Robin Geiß: Piracy and armed robbery at sea. The legal framework for counter-piracy operations in Somalia and the Gulf of Aden. Oxford 2011, ISBN 0-19-960952-7.
- Human rights and law enforcement at sea. Arrest, detention and transfer of piracy suspects. Leiden 2014, ISBN 978-90-04-26996-5.
- mit Anne Peters: Völkerrecht. Allgemeiner Teil. 6. Auflage. Zürich 2023, ISBN 978-3-7255-8478-9.